# Famille Turpin de Crissé
 (mars 2018).
Améliorez-le ou discutez des points à vérifier. 
 (septembre 2022).
Si vous disposez d'ouvrages ou d'articles de référence ou si vous connaissez des sites web de qualité traitant du thème abordé ici, merci de compléter l'article en donnant les références utiles à sa vérifiabilité et en les liant à la section « Notes et références ».
Pour les articles homonymes, voir Turpin et Crissé.
Turpin de Crissé était, depuis le XIIIe siècle, le nom des seigneurs de Crissay-sur-Manse, en Indre-et-Loire.
Cette famille est éteinte de nos jours.

## Membres
- Guillaume Turpin de Crissé (-1371), évêque d'Angers.
- Lancelot Turpin de Crissé (- †1414), seigneur de Crissé.
- Pierre Turpin de Crissé (-1473), évêque d'Évreux.
- Christophe-Louis Turpin de Crissé de Sanzay, évêque de Rennes puis de Nantes.
- Guillaume-Marie Turpin de Crissé de Sanzay, abbé commendataire de l'abbaye de Saint-Riquier (1745-1789)
- Lancelot Turpin de Crissé (1716-1793), militaire et écrivain français.
- Henri Roland Lancelot Turpin de Crissé (1754-1800), militaire cavalier et peintre amateur, fils du précédent.
- Lancelot-Théodore Turpin de Crissé (1782-1859), peintre et écrivain français, fils du précédent.
- Prosper Turpin de Crissé (1775-?), militaire français, inspecteur général, adjoint de Marie Paul de Scépeaux de Bois-Guignot.

## Arbres généalogiques partiels
- Guillaume Ier Turpin sire de Crissay/de Crissé (cité en 1199, 1214 ; sa femme est inconnue : Laurence de Château-Gontier est parfois avancée, mais la chronologie ne fonctionne pas), a pour fils - Guy Ier et - Herbert Ier. Ce dernier, cité en 1204 et 1238, épouse Isabelle de Perrenay de Semblançay : parents d'Herbert II (cité 1241, 1250 ; x Macée de Beaumont-en-Véron ?). - Herbert II est père de - Guy II (x 1277 Isabelle/Marguerite Ducé/d'Ussé : sans doute Ussé), et il est aussi dit père de Guillaume Turpin de Crissé, évêque d'Angers en 1358-1371 : mais la chronologie fonctionne mal, l'évêque Guillaume semble d'une génération après. Guy II est père de - Guy III (x 1298 Jeanne de Beauçay), père lui-même de Marguerite/Jeanne Turpin (x 1° Jean du Puy du Fou, et 2° Eschivard IV seigneur de Preuilly en 1285-1320), et de - Guy IV (x Jeanne d'Avoir). Guy IV est père de - Guy V (x 1° Marie de Rochefort, et 2° Marguerite fille de Louis Ier de Thouars), lui-même père (du 1°) de Jeanne (x 1385 Guillaume de Naillac vicomte de Bridiers), et de - Lancelot Ier Turpin de Crissé.
- Lancelot (-1414) chambellan de Charles V et de Charles VI, épouse en 1388 Jeanne de Sancerre (sans postérité), puis en 1398 Denise de Montmorency.
  - Antoine, chambellan de Charles VI et de Charles VII, épouse Jeanne de La Grésille.
    - Jacques Ier, chambellan de Louis XI, chevalier des Ordres du Roi, épouse en 1490 Louise de Blanchefort de Saint-Clément (des vicomtes de Comborn ; future maison de Créqui).
    - Pierre, évêque d’Évreux.
    - Guillaume, évêque d’Amiens.
    - Jean.
    - Jeanne, épouse Tanguy, bâtard de Bretagne, puis en 1449 François de Couesmes.
    - Martine, épouse en 1456 Jean de Bueil, comte de Sancerre, amiral de France, capitaine de Cherbourg, chevalier de Saint-Michel.
    - Catherine, épouse Aymar de Brisay.
    - Marie, épouse René Ier de Sanzay, frère d'Etienne ci-dessous.

  - Catherine, épouse en 1421 Guy de Laval-Pommerieux, puis Guy VII de La Rocheguyon. Elle est la mère de Marie de La Roche-Guyon.
  - Jeanne, épouse Jean Ier de Rochechouart-Mortemart.
  - Marie, épouse Antoine d’Estouteville du Bouchet-Touteville.
- Jacques Ier et Louise de Blanchefort eurent plusieurs enfants, dont Gabrielle Turpin de Crissé (x Etienne de Sanzay, vicomte du Poitou, frère de René Ier de Sanzay ci-dessus : parents de René II et grands-parents de René III et d'Anne de Sanzay de la Magnane), et - Jacques II (vers 1491-vers 1551). Le fils de Jacques II et de sa 1re femme Catherine du Bellay (mariée en 1514 ; fille de René Ier du Bellay), - Charles Ier, † avant 1594, fut père entre autres enfants de - Charles II, comte de Vihiers. Ce dernier épousa en 1572 Léonore/Eléonore (1552-1580), fille de Claude II de Crevant de La Mothe de Nouâtre, d'où les trois frères suivants, parmi d'autres enfants : - Charles III (qui fait la suite des comtes de Crissé et de Vihiers avec son fils - Charles IV, père de - Henri-Charles, lui-même père de - Philippe-Charles et de - Jacques, derniers mâles de la branche aînée ; la dernière sœur de ces derniers, Agnès Turpin de Crissé, épousa en 1684 François-Romain-Luc de Mesgrigny de Bonnivet) ; René Turpin de Crissé (auteur de la branche des barons de Crissé : extinction dans les mâles en 1862) ; et Louis Ier Turpin de Crissé, comte de Sanzay par son mariage en 1617 avec Marie-Suzanne de Chenu de Sanzay : parents de Louis II de Turpin de Crissé de Sanzay.
- Louis II (-1675), comte de Sanzay, colonel épouse Anne-Marie de Coulanges (1639-), sœur de Philippe-Emmanuel de Coulanges.
  - Lancelot (-1720), comte de Sanzay, brigadier général, épouse Marie-Claude-Geneviève Cherière d’Egligny.
    - Anne-Marie (1714-1748), épouse Antoine-Charles-Augustin-Joseph de Simiane (1707-1772), marquis d’Esparron.
    - Lancelot II (1716-1793), comte de Crissé et de Sanzay, lieutenant général et écrivain, épouse Louise-Marie de Lezay-Lusignan (1729-1755) puis Elisabeth-Marie-Constance-Bénédicte-Sophie de Lowendal (1740-1785).
      - Henri-Roland-Lancelot-Joseph (1754-), colonel, épouse Émilie-Sophie de Montullé (1756-1816).
        - Lancelot-Jean-Baptiste-Alexandre (1775-1780).
        - Aline-Louise-Élisabeth-Lancelot (1780-1846), épouse Marie-Joseph-Théodore comte de Meulan (1778-1883), maréchal de camp, frère de Pauline de Meulan.
        - Lancelot Théodore (1782-1859), peintre et inspecteur général des Beaux-Arts, épouse Adèle de Lesparda (1789-1861).

      - Marie-Augustine-Constance (1763-1766).
      - Lancelot-Henri-Benoît-Joseph (1764-), lieutenant-colonel.
      - Angélique-Rose-Madeleine-Adélaïde (1765-1835), épouse François-Marie-Joseph de Carondelet-Potelles (1759-1807), capitaine.
      - Lancelot-Maurice (1766-).

  - Christophe-Louis (1670-1746), évêque de Rennes puis de Nantes.
  - Louis-Lancelot Turpin de Crissé, capitaine de vaisseau.
  - Marie-Louise.